# Cyrtandra burttii
Cyrtandra burttii är en tvåhjärtbladig växtart som beskrevs av Nambiyath Puthansurayil Balakrishnan. Cyrtandra burttii ingår i släktet Cyrtandra och familjen Gesneriaceae. Inga underarter finns listade i Catalogue of Life.